# Conferencia Nacional de Gobernadores

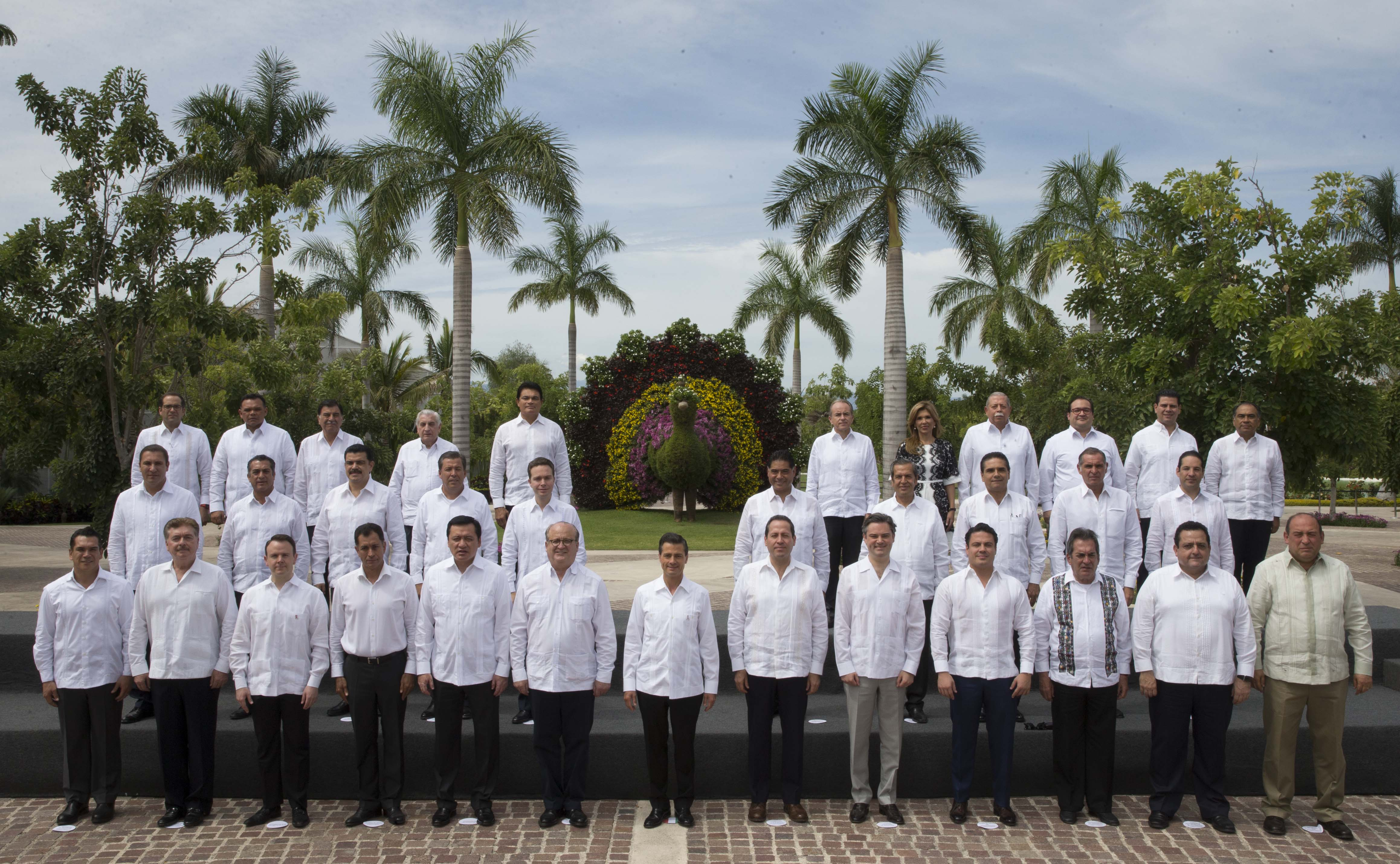
Conferencia Nacional de Gobernadores en el Estado de Morelos, octubre de 2015

La Conferencia Nacional de Gobernadores (CONAGO) son diversas reuniones anuales que tienen los gobernadores de México, titulares de las entidades federativas de México.
El primer antecedente de la CONAGO se da en la Reunión de Gobernadores en Mazatlán, Sinaloa, el 10 de agosto de 2001 a la que asistieron veinte gobernadores. Sin embargo, como tal, la Conago se constituye el 13 de julio de 2002 en Cancún, Quintana Roo, con la presencia o representación de todos los gobernadores del Partido Revolucionario Institucional (PRI) y del Partido de la Revolución Democrática (PRD), reafirmando la voluntad superior de los estados con el pacto federal.
Durante la X Reunión Ordinaria de la Conago (y VI de Gobernadores del Partido Acción Nacional) celebrada en San Luis Potosí el 30 de julio de 2003, se integran plenamente los gobernadores de todos los partidos políticos, quienes se manifestaron por establecer una agenda común, de buscar el mejor diálogo posible y juntos fortalecer el pacto federal y trabajar de una manera integral.
En el marco de la LVI Reunión Ordinaria, celebrada el 30 de abril de 2019, Francisco Domínguez Servién, gobernador del Estado de Querétaro asumió la presidencia de este foro, que busca fortalecer el federalismo mediante mecanismos democráticos, manteniendo pleno respeto de las instituciones de México.

## Atributos
La Conago, como espacio de deliberación, ha venido construyendo una dinámica que se caracteriza por cuatro atributos esenciales:
1. Que todos y cada uno de los titulares de los ejecutivos estatales y el jefe de Gobierno de la Ciudad de México participen de manera voluntaria.
2. Que la dinámica que priva entre los miembros de la Conago, se caracteriza por estar sustentada en una relación entre pares.
3. Que todas y cada una de las decisiones de los miembros de la Conago se toman por consenso.
4. Que la Conago es una instancia que, en cumplimiento de lo dispuesto en el artículo 117 constitucional, inciso I, que indica que los “Estados no podrán en ningún caso celebrar alianza, tratado, o coalición con otro Estado ni con potencias extranjeras”, delibera y toma decisiones no vinculantes pero si propositivas, que se sustentan en el compromiso y voluntad política que suscita el encuentro de los titulares de los ejecutivos estatales.

## Agenda actual de la CONAGO

A partir del 7 de septiembre de 2020 se dividen entre la Alianza Federalista y la CONAGO.

Durante la LVI Reunión Plenaria, celebrada el 30 de abril de 2019, el nuevo presidente, Francisco Domínguez Servién ofreció trabajar con una agenda por México, para México, con México. Con el fin de consolidar cuatro objetivos centrales:
• Incluir en la Constitución el fundamento de la CONAGO;
• Articular un Acuerdo Nacional para la Concordia;
• Respaldar el objetivo de que la economía crezca al 4% con justicia social;
• Y encontrar un consenso que otorgue a las entidades mecanismos de financiamiento de iniciativas locales.

### Miembros actuales de la CONAGO
| Entidad federativa  | Gobernante | Gobernante                             | Mandato                  | Mandato                  | Partido político | Formación académica                                                                                  |
| Aguascalientes      |            | María Teresa Jiménez Esquivel          | 1 de noviembre de 2022   | 30 de septiembre de 2028 |                  | Lic. en Administración pública - Universidad Autónoma de Aguascalientes                              |
| Baja California     |            | Marina del Pilar Ávila Olmeda          | 1 de noviembre de 2021   | 31 de octubre de 2027    |                  | Mtra. en Derecho Público - Instituto Tecnológico y de Estudios Superiores de Monterrey               |
| Baja California Sur |            | Víctor Manuel Castro Cosío             | 10 de septiembre de 2021 | 9 de septiembre de 2027  |                  | Lic. en Humanidades con Área Terminal en Historia. - Universidad Autónoma de Baja California Sur     |
| Campeche            |            | Layda Elena Sansores San Román         | 16 de septiembre de 2021 | 15 de septiembre de 2027 |                  | Lic. Docencia educación primaria - Universidad Nacional Autónoma de México                           |
| Chiapas             |            | Eduardo Ramírez Aguilar                | 8 de diciembre de 2024   | 7 de diciembre de 2030   |                  | Dr. en Ciencias Políticas - Instituto Nacional de Estudios Fiscales                                  |
| Chihuahua           |            | María Eugenia Campos Galván            | 8 de septiembre de 2021  | 7 de septiembre de 2027  |                  | Mtra. en Estudios latinoamericanos y Gobierno en la Universidad de Georgetown                        |
| Ciudad de México    |            | Clara Marina Brugada Molina            | 5 de octubre de 2024     | 4 de octubre de 2030     |                  | Lic. en economía - Universidad Autónoma Metropolitana                                                |
| Colima              |            | Indira Vizcaíno Silva                  | 1 de noviembre de 2021   | 31 de octubre de 2027    |                  | Lic. en Derecho - Universidad de Colima                                                              |
| Durango             |            | Esteban Alejandro Villegas Villarreal  | 15 de septiembre de 2022 | 14 de septiembre de 2028 |                  | Lic. en Medicina - Universidad Juárez del Estado de Durango                                          |
| Guanajuato          |            | Libia Dennise García Muñoz Ledo        | 26 de septiembre de 2024 | 25 de septiembre de 2030 |                  | Lic. en Derecho - Universidad La Salle (México)                                                      |
| Guerrero            |            | Evelyn Salgado Pineda                  | 15 de octubre de 2021    | 14 de octubre de 2027    |                  | Lic. en Derecho - Universidad La Salle                                                               |
| Hidalgo             |            | Julio Ramón Menchaca Salazar           | 5 de septiembre de 2022  | 4 de septiembre de 2028  |                  | Lic. en Derecho - Universidad Autónoma del Estado de Hidalgo                                         |
| México              |            | Delfina Gómez Álvarez                  | 16 de septiembre de 2023 | 15 de septiembre de 2029 |                  | Lic. en Educación Básica - Universidad Pedagógica Nacional (México)                                  |
| Michoacán de Ocampo |            | Alfredo Ramírez Bedolla                | 1 de octubre de 2021     | 30 de septiembre de 2027 |                  | Lic. en Derecho - Universidad Michoacana de San Nicolás de Hidalgo                                   |
| Morelos             |            | Margarita González Saravia Calderón    | 1 de octubre de 2024     | 30 de septiembre de 2030 |                  | Lic. en Planificación turística - Consejo Nacional de Evaluación de la Política de Desarrollo Social |
| Nayarit             |            | Miguel Ángel Navarro Quintero          | 19 de septiembre de 2021 | 18 de septiembre de 2027 |                  | Médico Cirujano - Instituto Politécnico Nacional.                                                    |
| Nuevo León          |            | Samuel Alejandro García Sepúlveda      | 4 de octubre de 2021     | 3 de octubre de 2027     |                  | Lic. En Derecho - Instituto Tecnológico y de Estudios Superiores de Monterrey                        |
| Oaxaca              |            | Salomón Jara Cruz                      | 1 de diciembre de 2022   | 30 de noviembre de 2028  |                  | Lic. Ingeniería Química Industrial - Instituto Politécnico Nacional                                  |
| Puebla              |            | Alejandro Armenta Mier                 | 14 de diciembre de 2024  | 13 de diciembre de 2030  |                  | Lic. en Administración Pública - Benemérita Universidad Autónoma de Puebla.                          |
| Querétaro           |            | Mauricio Kuri González                 | 1 de octubre de 2021     | 30 de septiembre de 2027 |                  | Lic. en Derecho - Universidad del Valle de México                                                    |
| Quintana Roo        |            | María Elena Hermelinda Lezama Espinosa | 25 de septiembre de 2022 | 24 de septiembre de 2028 |                  | Lic. Ciencias de la comunicación - Universidad Anáhuac                                               |
| San Luis Potosí     |            | Ricardo Gallardo Cardona               | 26 de septiembre de 2021 | 25 de septiembre de 2027 |                  | Lic. en Derecho - Instituto Panamericano de Estudios Superiores Abiertos y a Distancia               |
| Sinaloa             |            | Rubén Rocha Moya                       | 1 de noviembre de 2021   | 31 de octubre de 2027    |                  | Lic. en Derecho - Universidad Nacional Autónoma de México                                            |
| Sonora              |            | Francisco Alfonso Durazo Montaño       | 13 de septiembre de 2021 | 12 de septiembre de 2027 |                  | Lic. en Derecho - Universidad Autónoma Metropolitana                                                 |
| Tabasco             |            | Javier May Rodríguez                   | 1 de octubre de 2024     | 30 de septiembre de 2030 |                  | |
| Tamaulipas          |            | Américo Villarreal Anaya               | 1 de octubre de 2022     | 30 de septiembre de 2028 |                  | Médico Cirujano - Universidad La Salle                                                               |
| Tlaxcala            |            | Lorena Cuéllar Cisneros                | 31 de agosto de 2021     | 30 de agosto de 2027     |                  | Lic. en Educación Especial - Universidad Autónoma de Tlaxcala                                        |
| Veracruz            |            | Norma Rocío Nahle García               | 1 de diciembre de 2024   | 30 de noviembre de 2030  |                  | Lic. en Ingeniería Química - Universidad Autónoma de Zacatecas                                       |
| Yucatán             |            | Joaquín Jesús Díaz Mena                | 1 de octubre de 2024     | 30 de septiembre de 2030 |                  | Mtro. en Administración pública - Universidad Anáhuac Mayab                                          |
| Zacatecas           |            | David Monreal Ávila                    | 12 de septiembre de 2021 | 11 de septiembre de 2027 |                  | Lic. en Derecho - Universidad Autónoma de Zacatecas                                                  |

## Gobernadores fundadores de la Conago
| Entidad             | Gobernante                             | Periodo                 |
| ------------------- | -------------------------------------- | ----------------------- |
| Aguascalientes      | Felipe González González               | 01/12/1998 - 23/08/2004 |
| Baja California     | Eugenio Elorduy Walther                | 01/11/2001 - 31/10/2007 |
| Baja California Sur | Leonel Efraín Cota Montaño             | 05/04/1999 - 04/04/2005 |
| Campeche            | José Antonio González Curi             | 16/09/1997 - 15/09/2003 |
| Coahuila            | Enrique Martínez y Martínez            | 01/12/1999 - 30/11/2005 |
| Colima              | Fernando Moreno Peña                   | 31/12/1997 - 01/11/2003 |
| Chiapas             | Pablo Salazar Mendiguchía              | 08/12/2000 - 07/12/2006 |
| Chihuahua           | Patricio Martínez García               | 04/10/1998 - 03/10/2004 |
| Distrito Federal    | Andrés Manuel López Obrador            | 05/12/2000 - 29/07/2005 |
| Durango             | Ángel Sergio Guerrero Mier             | 15/09/1998 - 14/09/2004 |
| Guanajuato          | Juan Carlos Romero Hicks               | 26/09/2000 - 25/09/2006 |
| Guerrero            | René Juárez Cisneros                   | 01/04/1999 - 31/03/2005 |
| Hidalgo             | Manuel Ángel Núñez Soto                | 01/04/1999 - 31/03/2005 |
| Jalisco             | Francisco Javier Ramírez Acuña         | 01/03/2001 - 21/11/2006 |
| Estado de México    | Arturo Montiel Rojas                   | 15/09/1999 - 14/09/2005 |
| Michoacán           | Lázaro Cárdenas Batel                  | 15/02/2002 - 14/02/2008 |
| Morelos             | Sergio Alberto Estrada Cajigal Ramírez | 01/10/2000 - 30/09/2006 |
| Nayarit             | Antonio Echevarría Domínguez           | 19/09/1999 - 18/09/2005 |
| Nuevo León          | Fernando Canales Clariond              | 04/10/1997 - 12/01/2003 |
| Oaxaca              | José Murat Casab                       | 01/12/1998 - 30/11/2004 |
| Puebla              | Melquiades Morales Flores              | 01/02/1999 - 31/01/2005 |
| Querétaro           | Ignacio Loyola Vera                    | 01/10/1997 - 30/09/2003 |
| Quintana Roo        | Joaquín Ernesto Hendricks Díaz         | 05/04/1999 - 04/04/2005 |
| San Luis Potosí     | Fernando Silva Nieto                   | 26/09/1997 - 25/09/2003 |
| Sinaloa             | Juan S. Millán Lizárraga               | 01/01/1999 - 31/12/2004 |
| Sonora              | Armando López Nogales                  | 13/09/1997 - 12/09/2003 |
| Tabasco             | Manuel Andrade Díaz                    | 01/01/2002 - 31/12/2006 |
| Tamaulipas          | Tomás Yarrington                       | 05/02/1999 - 31/12/2004 |
| Tlaxcala            | Alfonso Sánchez Anaya                  | 15/01/1999 - 14/01/2005 |
| Veracruz            | Miguel Alemán Velasco                  | 01/12/1998 - 30/11/2004 |
| Yucatán             | Patricio José Patrón Laviada           | 01/08/2001 - 31/07/2007 |
| Zacatecas           | Ricardo Monreal Ávila                  | 12/09/1998 - 11/09/2004 |

## Reuniones plenarias de la Conago por año y tipo (2001-2010)
|       | Gobernadores | Ordinarias | Extraordinarias | Total |
| ----- | ------------ | ---------- | --------------- | ----- |
| 2001  | 1*           | 0          | 0               | 1     |
| 2002  | 1*           | 5          | 1               | 7     |
| 2003  | 1*           | 8          | 1               | 10    |
| 2004  | 0            | 9          | 2               | 11    |
| 2005  | 0            | 4          | 0               | 4     |
| 2006  | 0            | 4          | 0               | 4     |
| 2007  | 0            | 3          | 0               | 3     |
| 2008  | 0            | 2          | 1               | 3     |
| 2009  | 0            | 2          | 1               | 3     |
| 2010  | 0            | 3          | 0               | 3     |
| 2011  | 0            | 1          | 0               | 1     |
| Total | 3            | 41         | 5               | 49    |

## Participantes de la Conago
Dentro de las actividades de la Conago, existen diversos participantes y términos, los cuales desempeñan diferentes funciones, roles y significados, para lograr una mejor comprensión detallamos la siguiente clasificación 
- Miembro o Gobernador: el titular del Poder Ejecutivo de una entidad federativa o el jefe de Gobierno del Distrito Federal.
- Pleno de Gobernadores: la reunión de los titulares del Poder Ejecutivo de las Entidades Federativas y el jefe de Gobierno del Distrito Federal convocados previamente para tal efecto. Es el órgano superior de toma de decisiones de la Conago
- Reunión Plenaria: la reunión que celebra el pleno de gobernadores para revisar y debatir los asuntos que consideren de su interés. La reunión plenaria podrá ser, por su convocatoria, ordinaria o extraordinaria mismas que, por su modalidad, podrán abordarse de forma privada o abierta.
- Presidente en turno de la Conago: el gobernador designado por el Pleno de Gobernadores para presidir los trabajos de la Conferencia Nacional de Gobernadores.
- Consejo Permanente de la Conago: el órgano colegiado de la Conago integrado por el presidente y los Vicepresidentes en turno de la Conferencia. Entre sus atribuciones se encuentra el coordinar la estructuración de la Agenda de la Reunión Plenaria.
- Coordinador de Comisión: el gobernador responsable de la dirección y seguimiento de las actividades de la Comisión de Gobernadores;
- Vicecoordinador de Comisión: el gobernador que tomará la dirección y seguimiento de las actividades de la Comisión en ausencia del Coordinador actual.

Otros participantes
- Representante de Coordinador de Comisión: la persona designada por el gobernador Coordinador de una Comisión de Gobernadores como su representante en las actividades de dicha Comisión.
- Enlace: la persona designada por un Gobernador para reportar los asuntos relacionados con la CONAGO.
- Secretaría Técnica: el órgano permanente establecido por el Pleno de Gobernadores encargado de coadyuvar en la realización de las actividades de la CONAGO.
- Invitados a la Reunión Plenaria: aquellas personas convocadas por algún miembro de la CONAGO con el objetivo de participar en los asuntos de interés para la Conferencia.

Otras definiciones
- Declaratoria: el documento que contiene los Acuerdos del Pleno de Gobernadores.
- Acuerdo: el consenso que sobre un asunto alcance el Pleno de Gobernadores o las Comisiones de Gobernadores.
- Minuta de las Reuniones de Comisiones: el documento que contiene los Acuerdos de las Comisiones de Gobernadores.
- Lineamientos: directrices que tienen por objeto regular la vida interna de la Conferencia Nacional de Gobernadores (CONAGO) y son de observancia obligatoria para todos sus miembros, representantes, enlaces y Secretaría Técnica.